# De Ruimtesmurf
De Ruimtesmurf is het zesde stripalbum uit de reeks De Smurfen. Het album werd voor het eerst uitgegeven in 1970 door Dupuis. Sinds 2009 wordt het album met een licht gewijzigde cover en herziene belettering uitgegeven bij Standaard Uitgeverij.
Het titelverhaal is volledig bedacht en getekend door Peyo zelf. Naast het titelverhaal bevat het album ook het verhaal De regensmurfer, dat Peyo tekende volgens een scenario waaraan Gos en Yvan Delporte meewerkten.

## De Ruimtesmurf

### Verhaal
Een van de Smurfen wil naar de ruimte en bouwt daarom een raket. Het mislukt en de Smurf is teleurgesteld. Grote Smurf wil zijn droom laten uitkomen en besluit hem te doen geloven dat hij op een andere planeet was. Daarom laten de Smurfen de Ruimtesmurf een slaapdrankje drinken, bouwen ze in een oude vulkaan een ruimtedorp en tovert de Grote Smurf hen om tot Gnoefen, een soort bruine Smurfen met zwarte haren en witte lippen. Ze praten geen Smurfs maar Gnoefs. Ruimtesmurf wil graag blijven, maar dat is natuurlijk een probleem. De Gnoefen maken hem duidelijk dat hij dan hun slaafje zal moeten worden. Ruimtesmurf besluit dan toch maar terug te keren. De anderen laten hem weer in slaap vallen en zo kunnen ze naar hun dorp terug. Terug in het dorp besluit de Ruimtesmurf dat het beter is thuis en dat hij zijn raket beter kan afbreken.

### Achtergrond
Het verhaal De Ruimtesmurf werd oorspronkelijk gemaakt in opdracht van het Franse koekjesbedrijf Biscuiteries Nantaises (BN) in 1969. Bij de overeenkomst werd echter beslist dat Peyo de rechten op het verhaal zou behouden, zodat uitgeverij Dupuis het verhaal ook kon kopen en gebruiken in Spirou/Robbedoes en in albums. Omdat dit werk boven op het lopende werk kwam, moest de studio van Peyo destijds een tandje bijsteken en kwam er wat improvisatie bij kijken.

## De regensmurfer

### Verhaal
Knutselsmurf ontwerpt een machine waarmee hij het weer kan instellen zoals hij het zelf wil. De andere Smurfen hebben echter elk een ander idee over het ideale weer. Er ontstaat ruzie en de machine slaat tilt. Het weer verandert constant. De Smurfen willen een kijkje gaan nemen bij de machine, maar moeten daarvoor alle weertypes trotseren. De machine is helemaal stuk, dus besluit Grote Smurf het onweer te gebruiken om de machine op te blazen. Hij slaagt en het weer wordt weer normaal.

## Tekenfilmversies

### De Ruimtesmurf
In de tekenfilmversie van Hanna-Barbera is Ruimtesmurf het alter ego van de Droomsmurf, die voor zijn verjaardag wenst naar een andere planeet te kunnen gaan. De Gnoefen zijn hier veranderd in Snoefs en ze zijn groen. Oppersnoef (Grote Smurf) heeft er wit haar in tegenstelling tot zwart in het album. In de tekenfilm doen ook de Smurfin, Gargamel en Azraël mee, wat niet het geval is in het stripverhaal.
Dit was de eerste aflevering uit de tekenfilmserie.

### De regensmurfer
De tekenfilmversie van De regensmurfer heet De slechtweersmurf. De verhaallijn is hetzelfde als het stripverhaal.